# House of Lords (groupe)
Pour les autres significations, voir House of Lords.
House of Lords est un groupe américain de hard rock, originaire de Los Angeles, en Californie. Il est formé en 1988 des cendres de Giuffria. À l'occasion de la signature d'un contrat d'enregistrement avec sa compagnie Simmons Records, Gene Simmons rebaptise le groupe Giuffria en House of Lords, marque déposée appartenant à Gene Simmons et utilisée par le groupe avec sa permission. Malgré une débauche de moyens promotionnels, House of Lords n'atteindra jamais le niveau de succès atteint par Giuffria et se séparera en 1992 après avoir publié trois albums d'une qualité inégale. 
Le chanteur James Christian reforme House of Lords au début des années 2000, en étant le seul musicien rescapé de la formation originelle de 1988.

## Historique

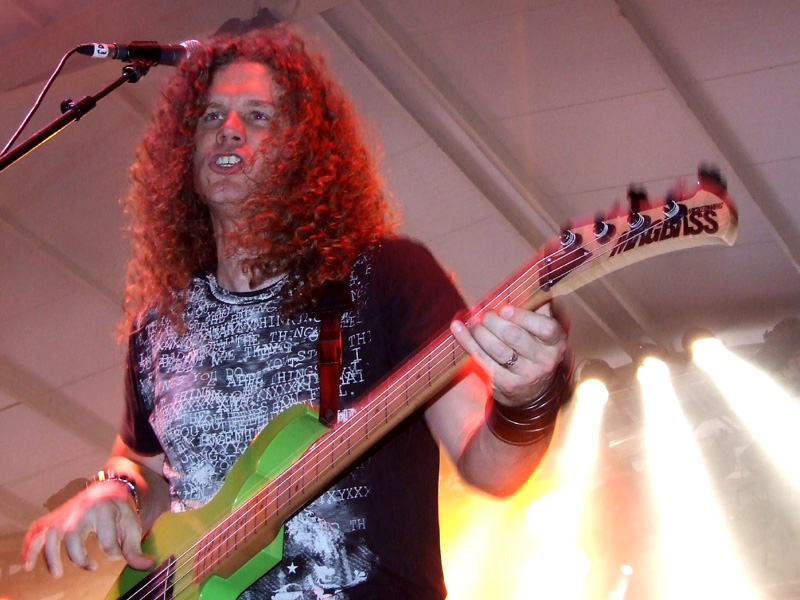
McCarvill avec House Of Lords au Lorca Rock Festival en 2006.

House of Lords est formé en 1987 par l'ancien membre et claviériste du groupe Angel, Gregg Giuffria, après son projet solo, Giuffria. Après avoir écouté quelques démos – à l'origine pour le troisième album de Giuffria – un contrat est signé au label Simmons Records de Gene Simmons à la condition que le groupe change de nom (pour House of Lords) et qu'un nouveau chanteur soit recruté (à la période du renvoi de David Glen Eisley. James Christian remplace ainsi Eisley, et suit du bassiste de Quiet Riot, Chuck Wright.
L'album éponyme de House of Lords est publié en 1988, et comprend un son plus agressif que celui de Giuffria. En soutien à l'album, le groupe tourne avec Cheap Trick, Ozzy Osbourne et Scorpions en 1989. L'album comprend une chanson à succès, I Wanna Be Loved (Hot 100 No. 58). Après leur tournée, le guitariste original Lanny Cordola quitte le groupe en 1990, et est remplacé par l'ancien membre de Shark Island, Michael Guy. 
Leur nouvel album, Sahara, publié en 1990, est publié et fait participer de nombreux invités comme Doug Aldrich, Rick Nielsen, Chris Impellitteri, Mandy Meyer, David Glen Eisley, Robin Zander, Mike Tramp, Steve Plunkett, et Ron Keel. Délibérément plus orienté guitare, l'album atteint la 120e place du classement, peu après que le single Can't Find My Way Home ne soit certifié disque de platine en 1991. Le second single, Remember My Name, est un meilleur succès, qui atteint la 72e place du Hot 100. Peu après, le bassiste Chuck Wright et le batteur Ken Mary quittent le groupe.
En soutien à Sahara, House of Lords tourne avec Nelson, fait une brève tournée avec 38 Special, et effectue un dernier concert avec Warrant et Tesla à l'Universal Amphitheater d'Hollywood. Christian cite ce show comme le meilleur effectué par House of Lords.
En 1992 sort l'album Demons Down, puis House of Lords quitte BMG. L'album comprend deux singles, le single-titre et la ballade What's Forever for. L'arrivée du grunge influencera l'industrie musicale et le succès de Demons Down. Le groupe se sépare en 1993 malgré de nouvelles démos. Après cette séparation, le guitariste Dennis Chick se joint à Freak of Nature, formé par Mike Tramp après la séparation de White Lion. James Christian enregistre et publie Rude Awakening, et joue brièvement avec Manic Eden. La chanteuse Québécoise Julie Masse reprend la chanson What's Forever for en français sous le titre Les idées noires.
Le groupe se reforme en 2000, et comprend désormais Christian, Giuffria, Cordola, Guy, Mary, et Wright, mais sans Guy. Deux ans plus tard, The Power and the Myth, est terminé, mais ce n'est pas avant 2004 qu'il est publié au label Frontiers Records. L'album marque le retour de Chuck Wright, Lanny Cordola et Ken Mary, mais il est aussi le premier à ne pas faire participer Giuffria. Directement après la sortie de Power and the Myth, Christian publie son deuxième albul solo, Meet the Man. House of Lords contacte Jeff Kent pour l'écrire des paroles et des mélodies. Après une réunion en 2005 au festival britannique Firefest, House of Lords publie un nouvel album, World Upside Down, avec Jeff Kent aux paroles et aux claviers, Jimi Bell à la guitare, Chris McCarvill à la basse, et B.J. Zampa à la batterie.
Un album live, Live in the UK, est publié en janvier 2007. En 2008, le groupe publie son sixième album Come to My Kingdom. L'album fait participer la même formation que celle de World Upside Down, et est produit par James Christian et Jeff Kent. 
En avril 2015, House of Lords annonce son dixième album, Indestructible pour les 5 et 9 juin. En janvier 2017, House of Lords son onzième album, Saint of the Lost Souls pour le 24 mars la même année

## Membres

### Membres actuels
- James Christian – chant solo, guitare, claviers (1988–1993, depuis 2000)
- Jimi Bell – guitare (depuis 2005)
- Jeff Kent – claviers, basse, chœurs, compositions (depuis 2005)
- B.J. Zampa – batterie, chœurs (depuis 2005)
- Chris Tristram - basse (depuis 2016)
- Jeff Batter – claviers

### Anciens membres
- Gregg Giuffria – claviers, chœurs (1987–1993, 2000–2004, 2006)
- Ken Mary – batterie, chœurs (1987–1991, 2000–2005)
- Chuck Wright – basse, chœurs (1987–1991, 2000–2005)
- BamBam - batterie, chœurs (1993–1994)
- Lanny Cordola – guitare, chœurs (1987–1990, 2000–2005)
- Robert Marcello – guitare, chœurs (2009–2010, 2009–2010)
- David Glen Eisley – chant solo (1987–1988)
- Michael Guy – guitare, chœurs (1990–1991, 2000)
- Doug Aldrich - guitare, chœurs (1990–1991)
- Tommy Aldridge – drums, chœurs (1991–1993)
- Dennis Chick – guitare, chœurs (1992–1993)
- Sean McNabb – basse, chœurs (1991–1993)
- Matt McKenna – basse, chœurs (2008–2009)
- Chris McCarvill – basse, chœurs (2005–2008, 2009–2015)

## Discographie

### Albums studio
- 1988 : House of Lords
- 1990 : Sahara
- 1992 : Demons Down
- 2001 : The Lost Tapes
- 2004 : The Power and the Myth
- 2007 : World Upside Down
- 2008 : Come to My Kingdom
- 2009 : Cartesian Dreams
- 2011 : Big Money
- 2014 : Precious Metal
- 2015 : Indestructible
- 2017 : Saint of the Lost Souls
- 2020 : New World New Eyes
- 2022 : Saints and Sinners

### Singles
- I Wanna be Loved
- Love Don't Lie
- Can't Find My Way Home
- Remember my Name
- What's Forever for
- O Father